# Chrýsés
Chrýsés (řecky Χρύσης, latinsky Chryses) je v řecké mytologii Apollónův kněz z města Chrýsy v Mýsii.
Jeho dcera Chrýseovna byla zajata Achilleem a připadla jako kořist vrchnímu veliteli vojsk Agamemnónovi. Když ji Agamemnón odmítl vydat, Chrýsés uprosil boha Apollóna a ten vrhal do tábora Řeků morové střely celých devět dní.
Až věštec Kalchás vysvětlil Řekům, kdo je původcem strašného moru v jejich řadách. Také to, že Apollóna může usmířit jedině vydání zajatkyně, a to bez výkupného. Agamemnón se musel verdiktu podřídit, jako náhradu si však vyžádal krásnou Bríseovnu, otrokyni reka Achillea. Z toho vznikla velká zápletka v Homérově Ilias.